# Humerobates taiwanensis
Humerobates taiwanensis är en kvalsterart som beskrevs av Tseng 1984. Humerobates taiwanensis ingår i släktet Humerobates och familjen Humerobatidae. Inga underarter finns listade i Catalogue of Life.